# Laura Battiferri

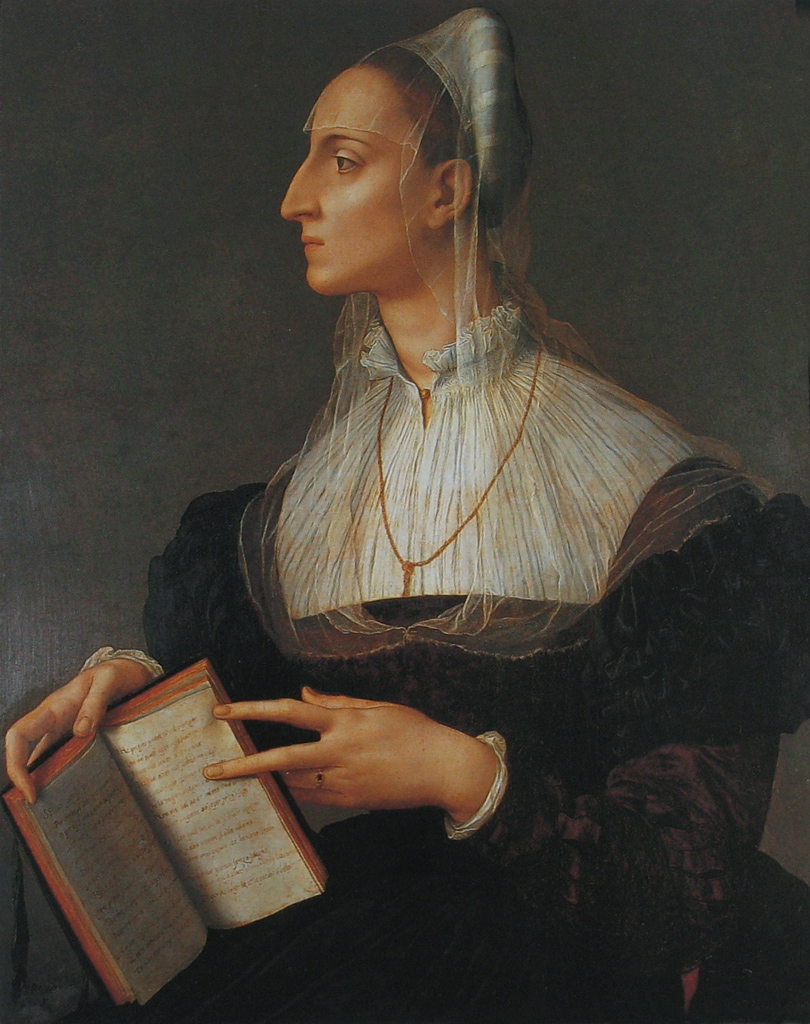
Agnolo Bronzino, Laura Battiferri, ca. 1550

Laura Battiferri (* 1523 in Urbino; † November 1589 in Florenz) war eine italienische Dichterin des Cinquecento und Ehefrau des Bildhauers und Architekten Bartolomeo Ammanati.
Die aus einer vornehmen Familie Urbinos stammende Laura Battiferri heiratete nach dem Tod ihres ersten Ehemanns Vittorio Sereni den Künstler Bartolomeo Ammanati und gelangte auf diese Weise in die Zirkel der Florentiner Gelehrten und Künstler. Neben vielen anderen pflegte sie beispielsweise enge Kontakte mit Agnolo Bronzino und Benvenuto Cellini. Ihre soziale und künstlerische Rolle im Florenz der zweiten Hälfte des Cinquecento entspricht in etwa der Rolle, die Vittoria Colonna – einige Jahrzehnte zuvor – in Rom eingenommen hatte.
Ihre Sonette, typische Beispiele der Lyrik des Manierismus, sammelte sie erstmals 1560 im Primo libro delle opere toscane (ein angekündigter zweiter Band ist nie erschienen). Im fortgeschrittenen Alter setzte sie sich hingegen verstärkt für die Ziele der Gegenreformation ein und religiöse und moralische Themen überwiegen ihre Dichtkunst. Ab 1581 förderte sie außerdem die Errichtung einer Kirche der Jesuiten in Florenz: San Giovannino degli Scolopi entstand nur rund einhundert Meter von ihrem Florentiner Wohnhaus entfernt und wurde von ihrem Ehemann Bartolomeo entworfen und ausgestattet. Beide Eheleute sind hier gemeinsam begraben.
Laura war Mitglied der Accademia degli Intronati in Siena.

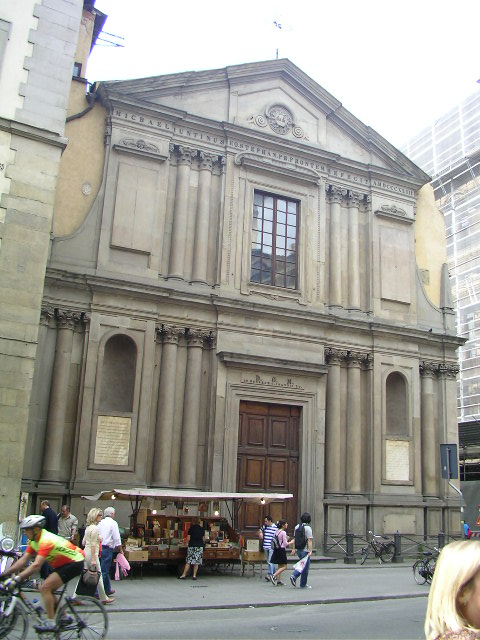
Florenz, San Giovannino degli Scolopi.

## Werke und moderne Editionen
- Il primo libro delle opere toscane, Giunti, Florenz, 1560 (moderne, kommentierte Ausgabe hrsg. von Enrico Maria Guidi. Accademia Raffaello, Urbino, 2000).
- I sette salmi penitenziali tradotti in lingua toscana con gli argomenti ed alcuni sonetti spirituali, Giunti, Florenz, 1564.
- Lettere a Benedetto Varchi, hrsg. von C. Gargiolli, Gaetano Romagnoli, Bologna, 1879.